# Mariusz Korpoliński
Mariusz Korpoliński (ur. 1978 w Płocku) – polski aktor teatralny, filmowy i telewizyjny, dziennikarz i konferansjer. W latach 2004–2009 występował w olsztyńskim Teatrze im. Stefana Jaracza.
Ukończył Studium Aktorskie im. A. Sewruka w Olsztynie, w którym później przez 3 lata uczył pracy aktora z mikrofonem. Po szkole współpracował z kaliskim teatrem dramatycznym. Współtworzył Informacje Kulturalne w Regionalnym Ośrodku TVP w Olsztynie. Wieloletni prezenter Radia Wa-Ma. Ceniony jako konferansjer. W kadencji 2010–2014 radny Rady Miasta Olsztyna.

## Role teatralne (wybór)
- 1999 – Bajka o skrzypcowej duszy jako Wojtek (reż. Z.M. Hass)
- 2000 – Wesele jako Chochoł (reż. Adam Hanuszkiewicz)
- 2000 – Zemsta jako Mularz (reż. Andrzej Rozhin)
- 2000 – Niezidentyfikowane Szczątki Ludzkie...  jako Kane (reż. Rafał Matusz)
- 2002 – Kordian jako Powstaniec (reż. Adam Hanuszkiewicz)
- 2005 – Kalisz-Raj jako Adam (reż. Paweł Kamza)
- 2005 – Paragraf 22 jako Clavinger (reż. Tomasz Obara)
- 2006 – Skąpiec jako Kleant (reż. Jacek Andrucki)
- 2006 – Milczenie jako Policjant (reż. Julia Wernio)
- 2006 – Szatan z siódmej klasy jako Adaś Cisowski (reż. Józef Skwark)
- 2008 – Don Kichote jako Król (reż. Paweł Szumiec)
- 2008 – Mistrz i Małgorzata jako Fokicz (reż. Janusz Kijowski)
- 2008 – Wesołe kumoszki z Windsoru jako Nym (reż. Siergiej Korniuszczenko)

## Seriale telewizyjne i filmy (wybór)
- 2001-2009 – M jak miłość wiele ról epizodycznych
- 2002 – Quo Vadis jako chrześcijanin
- 2002 – Raport jako konferansjer
- 2005 – Kryminalni jako posterunkowy Roman Korbiel (odc. 26 i 49)
- 2007 – Sąsiedzi jako doręczyciel
- 2008 – Barwy szczęścia jako policjant
- 2008 – Faceci do wzięcia jako tajniak
- 2009 – Przystań jako Grzegorz
- 2010 – Miłość nad rozlewiskiem jako Jacek
- 2010 – Lincz jako lekarz
- 2012 – Czas honoru jako Jerzy Buczkowski